# معركة رماغن
أسفرت معركة رماغن (بالإنجليزية: Battle of Remagen) خلال غزو الحلفاء لألمانيا عن الاستيلاء غير المتوقع على جسر لودندورف فوق نهر الراين. بعد الاستيلاء على خط سيغفريد، تقدمت الفرقة التاسعة المدرعة من جيش الولايات المتحدة الأول بسرعة مباغتة نحو نهر الراين. لقد فوجئوا كثيرًا عندما رأوا واحدًا من آخر الجسور عبر نهر الراين ما زال واقفًا. كان الألمان قد سلكوا الجسر محملين بنحو 2800 كيلوغرامًا (6 200 رطل) من شحنات الهدم المتفجرة. وعندما حاولوا نسف الجسر، لم يفجر سوى جزء من الشحنات. واستولت قوات الولايات المتحدة على الجسر ووسعت بسرعة أول رأس جسر لها عبر نهر الراين قبل أسبوعين من قيام المارشال الميداني برنارد مونتغمري بالتخطيط الدقيق لعملية بلندر. وقد منعت تدابير جنود الولايات المتحدة إعادة تنظيم صفوف الألمان شرق نهر الراين وتحصين مواقعهم.
دفعت معركة السيطرة على جسر لوديندورف كل من القوات الأمريكية والألمانية لاستخدام أسلحة وتكتيكات جديدة في القتال لأول مرة. على مدى الأيام العشرة التالية، وبعد الاستيلاء عليه في 7 مارس 1945 وحتى فشل العملية في 17 مارس، استخدم الألمان تقريبًا كل سلاح بحوزتهم لمحاولة تدمير الجسر. وشمل ذلك المشاة والدروع، ومدافع الهاوتزر، ومدافع الهاون، والألغام العائمة، والقوارب الملغومة، ومدافع السكك الحديدية، ومدافع الهاون العملاقة من عيار 600 ملم من طراز كارل غيرات. هاجموا الجسر أيضًا باستخدام قاذفات قنابل آرادو آر 234 ذات المحرك النفاث العنفي المطورة حديثًا. ولحماية الجسر ضد الطائرات، وضع الأميركيون أكبر تركيز للأسلحة المضادة للطائرات أثناء الحرب العالمية الثانية: ما أدى إلى «كبرى معارك المدفعية المضادة للطائرات في التاريخ الأميركي». أحصى الأمريكيون367 طائرة ألمانية مختلفة من طراز لوفتفافه هاجمت الجسر خلال الأيام العشرة التالية. وزعم الأميركيون أنهم أسقطوا ما يقرب من 30% من الطائرات المرسلة ضدهم. فشل الهجوم الجوي الألماني.
وفي 14 مارس، أمر مستشار الرايخ الألماني أدولف هتلر جنرال وحدات شوتزشتافل هانز كاملر بإطلاق صواريخ فاو 2 لتدمير الجسر. وهذه هي المرة الأولى التي استخدمت فيها الصواريخ ضد هدف تكتيكي والمرة الوحيدة التي تطلق فيها على هدف ألماني. والواقع أن الصواريخ الأحد عشر قد قتلت ستة أميركيين وعدد من المواطنين الألمان في المدن المجاورة، لكن أيًا منها لم يهبط على مسافة أقرب من نحو 500 متر (1⁄4 ميل) من الجسر. وعندما أرسل الألمان فرقة مكونة من سبعة سباحين هدم بحريين يرتدون أجهزة تنفس إيطالية تحت الماء، كان الأميركيون مستعدين. ولأول مرة في القتال، نشروا السلاح السري للغاية «كشاف دفاع القنال» الذي نجح باكتشاف الضفادع في الظلام وقتلوا جميعًا أو أُسروا. 
تصدر خبر الاستيلاء المفاجئ على جسر عبر نهر الراين الصحف الأميركية.  إن توافر رأس جسر على الجانب الشرقي من نهر الراين قبل أكثر من أسبوعين من عملية بلندر قد سمح للقائد الأعلى للحلفاء دوايت أيزنهاور بتغيير خططه لإنهاء الحرب. كان الحلفاء قادرين على نقل خمس فرق عبر نهر الراين بسرعة إلى حوض الرور، قلب ألمانيا الصناعية. وقد تعرض الجسر لشهور من القصف بالطائرات، ولضربات مباشرة بالمدفعية، وإصابات وشيكة، ومحاولات هدم متعمدة. وانهار أخيرًا في الساعة 3:00 م من يوم 17 مارس، مسفرًا عن مقتل 33 من المهندسين الأمريكيين وجرح 63 آخرين. ولكن بحلول ذلك الوقت كان المهندسون القتاليون في الجيش الأمريكي قد أنهوا بناء جسر أطواف فولاذي تكتيكي وجسر عائم متين ثم جسر بيلي عبر نهر الراين. عبر أكثر من 25,000 جندي إلى ألمانيا قبل أن يتقدم الأمريكيون عبر رأس الجسر في 25 مارس 1945. وكان ذلك بعد 18 يومًا من الاستيلاء على الجسر. اتفقت بعض السلطات العسكرية الألمانية والأمريكية على أن الاستيلاء على الجسر أدى إلى اختصار الحرب، رغم اعتراض أحد الجنرالات الألمان على ذلك. لم يُعاد بناء جسر لوديندورف بعد الحرب العالمية الثانية.

## الخلفية
بنى الرومان في الأصل مستوطنة في رماغن في القرن الأول الميلادي. وخلال تلك الفترة الطويلة، دُمرت عدة مرات على يد الجيوش الغازية من عدة دول. ثم أُعيد بناء المدينة في كل مرة. في مارس 1945 كان يعيش حوالي 5,000 شخص في البلدة الصغيرة النائية. بلغ عرض نهر الراين بالقرب من رماغن نحو 270 مترًا (890 قدمًا). وكان جسر لوديندورف قد بناه أسرى الحرب الروس أثناء الحرب العالمية الأولى للمساعدة في نقل الإمدادات من ألمانيا إلى فرنسا.

### بناء الجسر وتصميمه
ربط الجسر قرية إربل على الجانب الشرقي مع رماغن على الضفة الغربية. وقد سُمي بعد الحرب العالمية الأولى تيمنًا بالجنرال الألماني إريك لوديندورف الذي كان داعمًا رئيسيًا لبناء هذا الجسر. حمل خطين للسكك الحديدية والمشاة على كلا الجانبين عبر نهر الراين. وكان الطول الإجمالي 400 متر (1300 قدم)، في حين بلغ طول الهيكل الفولاذي الرئيسي 325 متر (1066 قدم). وامتد القوس على ارتفاع 156 متر (512 قدمًا) وبلغ أعلى ارتفاع له 28 متر (92 قدم) فوق سطح الماء. وبلغ طول الدعامتان على جانبي القوس المركزي 85 متر (279 قدم). وربط معبر علوي عند كل نهاية للعارضة ألواح الاقتراب من الجسر سامحًا لمرور خط سكك حديدية أو طرق موازية للنهر تحته. وكان الجسر بطبيعة الحال على ارتفاع 15 متر (49 قدم) فوق نهر الراين. وبما أنه بني لأغراض عسكرية، فقد بنيت أبراج حجرية بمتانة على جانبي السكك الحديدية على كلا الضفتين مزودة بثغرات وأماكن للقتال تتسع كتيبة من الجنود. على الجانب الغربي، حُفر نفق بطول 1299 قدم (396 متر) بدرجة 90 تقريبًا عبر إربيلر لي، وهي تلة شديدة الانحدار تطل على نهر الراين.

### شحنات الهدم المتفجرة
بنى المصممون تجاويف في الدعامات حيث أمكن وضع شحنات الهدم، ولكن عندما احتل الفرنسيون أرض الراينلاند بعد الحرب العالمية الأولى، ملأوا هذه التجاويف بالخرسانة. بعد أن استعاد الألمان الراينلاند وسيطروا على الجسر، قاموا في عام 1938 بتعليق 60 صندوق مبطن بالزنك على حجارة الجسر، أيًا من هذه الصناديق كان قادرًا على احتواء 3.66 كيلوغرام (8.1 رطل) من المتفجرات. وقد صمم هذا النظام لتفجير جميع الشحنات البالغ عددها 60 شحنة في وقت واحد، بيد أنه بحلول 7 مارس 1945 أُزيلت الشحنات وخُزنت في مكان قريب.  وضعوا شحنات إضافية على كلا الدعامتين. خلال جولة تفتيش في الدعامة الغربية، وضع الألمان 2000 كيلوغرام (4400 رطل) من المتفجرات، وفي الدعامة الشرقية ألصقوا شحنتي 300 كيلوغرام (660 رطل) على العوارض التي تربط الجسر بالدعامة. وكان ما يقرب من 2,800 كيلوغرام (6,200 رطل) من الشحنات مربوطة بصواعق كهربائية وموصولة بكابلات كهربائية تمر عبر أنابيب فولاذية واقية إلى دارة تحكم تقع في مدخل النفق تحت إربلير ليه. وربط الألمان سلك رئيسي بالشحنات الواقعة تحت الدعامة الشرقية كخطة احتياطية إذ يمكن إشعالها يدويًا.